# Marchainville

Marchainville este o comună în departamentul Orne, Franța. În 1 ianuarie 2018 avea o populație de 247 de locuitori.